# Basílio de Antioquia
Basílio de Antioquia (em latim: Basilius) foi patriarca de Antioquia entre 456 e 458, período marcado pela controvérsia monofisista que seguiu ao Concílio de Calcedônia. Era calcedoniano e assumiu após a abdicação do não calcedoniano Máximo II de Antioquia. Quase nada se sabe sobre sua vida, exceto que recebeu uma correspondência do monge Simeão Estilita exortando-o a responder favoravelmente ao questionamento feito pelo imperador Leão I, o Trácio (r. 457–474) sobre o concílio. Esta carta foi reproduzida por Evágrio Escolástico em sua História Eclesiástica.